# Aristolochia nummularifolia
Aristolochia nummularifolia är en piprankeväxtart som beskrevs av Carl Sigismund Kunth. Aristolochia nummularifolia ingår i släktet piprankor, och familjen piprankeväxter. Inga underarter finns listade i Catalogue of Life.